# 观察者偏差
观察者偏差是检测偏差的类型之一，被定义为在研究中观察和记录数据和信息时，与准确信息的任何系统性偏差。该定义还可进一步扩展，包括由于观察者的差异而导致的观察结果与真实值之间的系统性差异。
观察者偏差是指观察者倾向于看到的东西为他们所期望看到的而非实际存在的。这是许多人日常生活中常见的现象，也是科学研究中有时会遇到的重大问题。观察对科学研究和活动至关重要，因此观察者偏差也可能对科研有重大影响。当存在这种偏差时，数据可能会高于或低于实际，哪怕研究程序和实验设计妥当，仍可能降低研究的有效性。
当调查者或研究者对研究结果有既得利益或有强烈的先入之见时，观察者偏差尤其容易发生。再加上模棱两可的基础数据和主观的评分方法，这三个因素在很大程度上导致了观察者偏差的发生。

## 实例
观察者偏差最著名的例子之一是英国心理学家和遗传学家西里尔·伯特的研究和贡献，他声称智商具有遗传性。伯特认为，与社会经济地位较高的家庭的儿童相比，社会经济地位较低的家庭的儿童的认知能力水平可能较低，并通过他的研究证明了这一点。在整个20世纪60年代，这些研究和发现对英国的教育体系产生了相当大的影响，中产阶级和上层阶级的孩子被送往精英学校，而社会经济地位较低的孩子则被送往条件较差的学校。伯特去世后，进一步的研究发现，伯特的研究数据是捏造的，这被认为是他的观察者偏见和他希望通过研究发现的结果造成的。
观察者偏差的另一个重要例子是1963年的一项研究："科学家心理学：五、实验者偏见的三个实验"，由北达科他大学的研究人员罗伯特·罗森塔尔和克米特·L·福德发表的。在这项研究中，罗森塔尔和福德给了一个由12名心理学学生组成的小组共60只老鼠，让他们进行一些实验。他们告诉这些学生，他们要么培养 "聪明 "的老鼠，这种老鼠被培养成特别擅长解迷宫；要么培养 "迟钝 "的老鼠，这种老鼠被培养成解迷宫能力差的老鼠。然后，他们被要求用这些老鼠做实验，并像平时一样收集数据。他们把老鼠放在T形迷宫中，让它们在中间跑，然后决定向左转还是向右转。迷宫的一侧被涂成白色，另一侧被涂成深灰色，老鼠的任务就是始终转向迷宫的深灰色一侧。转向迷宫深灰色一侧的老鼠会得到奖励，而转向迷宫白色一侧的老鼠则没有奖励。学生们记录了每只老鼠转向迷宫正确（或深灰色）一侧的次数，每只老鼠转向迷宫错误（或白色）一侧的次数，以及每只老鼠做出决定所需的时间。最后，他们发现 "聪明 "老鼠在正确完成迷宫和最快完成迷宫方面都更胜一筹。然而，实际上并没有 "聪明 "或 "迟钝 "的老鼠，这些老鼠的基因都是相同的，被随机分为两类。两组学生本应得到两种老鼠的相同结果，但由于观察者的偏差而未能如愿。整个实验的效果都是由他们的预期造成的：他们预期 "聪明"的老鼠会表现得更好，而 "迟钝"的老鼠会表现得更差。罗森塔尔和福德得出的结论是，这些结果是由学生们更细小、更微妙的偏见造成的。学生们并没有意识到他们在区别对待老鼠。有可能是他们对两组老鼠完成迷宫的时间标准略有不同，有可能是他们倾向于对 "迟钝 "的老鼠晚点按秒表，也有可能是他们对 "聪明"的老鼠总体上给予了更多关注。通过这种方式，学生或观察者创造出了看似真实的结果，但实际上却是完全虚假的。

## 影响
观测数据构成了重要知识体系的基础。观察者偏差可以被视为医学研究和治疗中的一个重要问题。与观察者偏差风险低得多的客观数据观察相比，需要主观判断的观察结果存在更大的潜在差异。
当研究中存在观察者偏差时，数据收集本身就会受到影响。由于观察者偏差的影响，调查结果并不能准确反映现实。尽管他们可能无意这样做，但观察者偏差可能会导致研究人员下意识地鼓励某些结果，这将导致研究结果和结果的变化。没有采取措施减轻观察者偏差并受到自己观察者偏差影响的研究人员更有可能做出错误的解释，最终导致不准确的结果和发现。
研究表明，在结果评估中存在观察者偏差的情况下，治疗效果估计可能会被夸大三分之一到三分之二，这对调查结果以及研究和程序结果的有效性产生重大影响。

## 预防措施
不幸的是，偏差是流行病学和临床研究中不可避免的问题。然而，有许多潜在的策略和解决方案可以减少观察者偏见，特别是在整个医学领域的科学研究和研究领域。通过使用强有力的操作定义，以及掩蔽、三角测量和程序标准化，以及对进行实验和观察的人员的客观性的持续监控，可以减少偏见的影响。在市场研究调查中，研究人员描述了一种称为偏差测试的框架，通过对现实生活中的受访者进行实证测试来减轻研究人员的偏见，并且为了不引导受访者，使用中立的探究和重定向技术。
盲法和双盲研究可以作为减少观察者偏差的校正透镜，从而提高所收集数据的可靠性和准确性。为了获得医疗器械和药物的监管批准，通常需要进行盲试验，但在实证研究中并不常见，尽管有研究支持其必要性。双盲是通过确保测试人员和研究参与者缺乏可能对其行为产生潜在影响的信息来完成的，而单盲则描述了那些向参与者隐瞒信息的实验，否则可能会扭曲结果或引入偏见，但实验者完全意识到并掌握这些事实。
观察者偏见如何影响研究以及盲法如何影响的例子可以在抗精神病药物的试验中看到。研究人员知道哪些受试者接受了安慰剂，哪些受试者接受了试验药物，他们可能会在稍后报告说，由于对结果的预期，接受试验药物的一组性格更加平静。同样，如果试验参与者没有被蒙蔽，那么他们可能会根据是否提供安慰剂或试验药物来报告他们的感受有何不同。
另一个例子可以在学校看到。学龄男孩在科学方面通常表现优于女性同龄人，然而有证据表明，这可能是由于老师对他们的教学和对待方式的结果，老师期望男孩有更高的表现，从而巧妙地鼓励男孩他们。因此，观察者，即进行测试和评估结果的老师，有偏见和先入为主的信念，认为男孩会比女孩表现更好，这影响了他们的行为。
为了补充盲法或屏蔽方案和研究，进一步的策略，包括对观察者和研究人员进行关于如何记录发现的标准化培训，可能有助于减轻观察者偏见。明确定义收集调查结果的方法、工具和时间框架有助于以标准化方式对观察员进行充分培训和准备。此外，在研究开始之前确定观察者内部任何潜在的利益冲突对于确保最大限度地减少偏见至关重要。
最后，研究中的三角测量是一种可用于提高研究结果的有效性和可信度的方法。研究中的三角测量是指使用各种方法或数据源作为对当前主题进行更全面和准确理解的手段。三角测量将极大地增加研究的可信度。三角测量可以通过多种方式进行，包括使用多个观察者，这本身就是一种可靠性形式，称为观察者间可靠性，以观察者同意的次数百分比来衡量。

## 霍桑效应（观察者效应）
观察者偏见通常只在观察者身上被发现，然而，被研究的人也存在偏见。霍桑效应以埃尔顿·梅奥 (Elton Mayo)于 1924 年至 1932 年间在芝加哥霍桑市西部电气工厂进行的一系列实验命名，它象征着研究参与者因被观察而改变行为。
霍桑研究发现，每次做出改变，部门产出都会增加，即使所做的改变又恢复到原来的不利条件。实验中的受试者被告知，更好的照明会提高生产力，因此，他们对良好照明影响的信念对他们的行为和输出的影响比实际照明水平的影响更显着。研究人员得出的结论是，工人实际上是在响应主管的注意力，而不是实验变量的变化。
为了防止霍桑效应，使用隐藏观察的研究可能很有用。然而，法律要求参与者了解参与研究的情况，并且被认为仍然有可能引起霍桑效应的诱发。此外，使回答或研究数据完全匿名将减少参与者在参与实验或研究时因被观察而改变其行为的可能性。此外，在研究之前进行研究以建立基线测量可以有助于减轻霍桑效应对研究结果的显着偏差。建立基线后，可以评估因观察而产生的任何潜在参与者偏差。此外，建立随访期可能有利于检查行为或变化是否在观察期后继续存在。

## 另请参阅
- 观察者期望效应，即研究人员潜意识地影响实验参与者